# Lacus Hiemalis

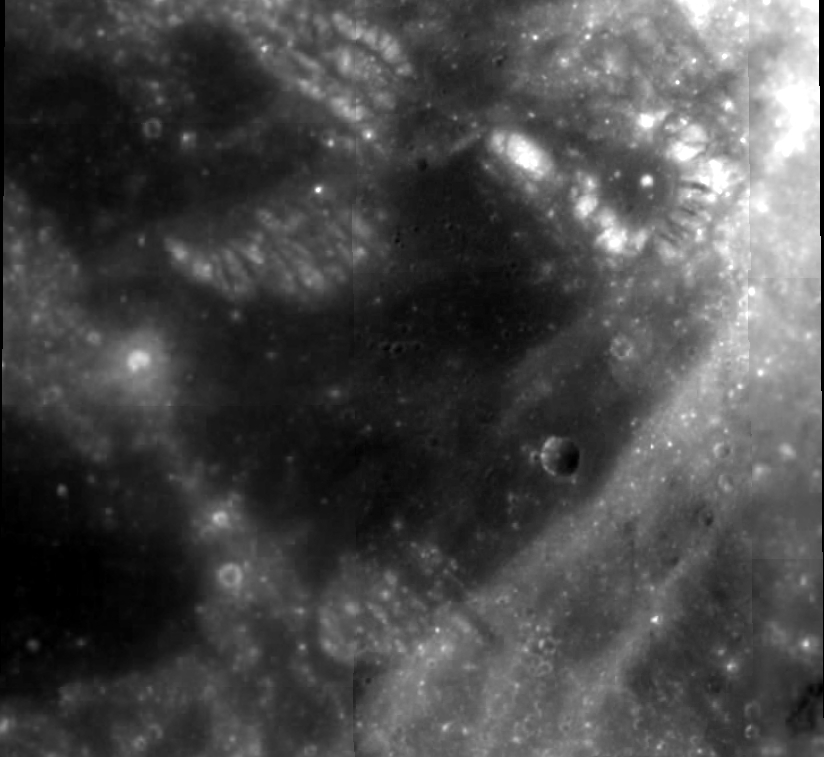
Lacus Hiemalis, photographié par la sonde orbitale Clementine. En haut à gauche de l'image une partie du Lacus Gaudii et en bas à gauche une partie du Lacus Lenitatis.

Lacus Hiemalis (Lac de l'hiver en latin) est un lac lunaire de la Lune. Le nom fut décidé par l'Union astronomique internationale en 1976.
La surface de ce petit lac situé sur la face visible de la Lune a un diamètre moyen de 50 kilomètres avec pour coordonnées sélénographiques 15, 14.
Le las est entouré au nord-ouest par le Lacus Gaudii, à l'ouest par le Lacus Lenitatis et au nord-est par le cratère Daubré d'un diamètre de 14 km et dont la surface est également remplie de lave. Dans le voisinage nord-est se trouve au nord de la Mare Serenitatis le gros cratère Menelaus d'un diamètre moyen de 27 km.